# Bahnhof Busto Arsizio
Der Bahnhof Busto Arsizio (italienisch: Stazione di Busto Arsizio) ist der Bahnhof der norditalienischen Stadt Busto Arsizio. Er wird von Rete Ferroviaria Italiana, einer Tochter der Ferrovie dello Stato, betrieben. Er liegt an der Bahnstrecke Domodossola–Mailand und ist durch ein Gleis mit dem Bahnhof Busto Arsizio Nord, der auf der Bahnstrecke Saronno–Novara der Ferrovienord liegt, verbunden. Der Bahnhof ist ein Haltepunkt der Linie S5 der S-Bahn Mailand sowie von Regionalzügen Mailand–Arona und Mailand–Varese und Regionalexpress-Zügen Mailand–Domodossola.
Der erste Bahnhof von Busto Arsizio wurde 1860 eröffnet und lag auf dem heutigen Viale Duca d’Aosta. Die Strecke wurde 1924 neu trassiert und vom schnell wachsenden Stadtzentrum zum östlichen Stadtrand entfernt.

## Betrieb
| Linie | Verlauf |
| ----- | --- |
|       | Varese – Gazzada-Schianno-Morazzone – Castronno – Albizzate-Solbiate Arno – Cavaria-Oggiona-Jerago – Gallarate – Busto Arsizio – Legnano – Canegrate – Vanzago-Pogliano – Rho – Rho Fiera – Milano Certosa – Milano Villapizzone – Milano Lancetti – Milano Porta Garibaldi – Milano Repubblica – Milano Porta Venezia – Milano Dateo – Milano Porta Vittoria – Milano Forlanini – Segrate – Pioltello-Limito – Vignate – Melzo – Pozzuolo Martesana – Trecella – Cassano d’Adda – Treviglio |
| S 50  | Bellinzona – Giubiasco – (Ceneri-Basistunnel –) Lugano – Lugano – Mendrisio – Stabio – Varese – Gallarate – Busto Arsizio – Malpensa |
| RE 4  | Domodossola – Verbania-Pallanza – Stresa – Arona – Sesto Calende – Gallarate – Busto Arsizio – Rho Fiera – Milano Centrale |
| RE 5  | Varese – Gallarate – Busto Arsizio – Legnano – Rho Fiera – Milano Porta Garibaldi |
| R 23  | Domodossola – Vogogna Ossola – Premosello-Chiovenda – Cuzzago – Mergozzo – Verbania-Pallanza – Baveno – Stresa – Belgirate – Lesa – Meina – Arona – Dormelletto – Sesto Calende – Vergiate – Somma Lombardo – Casorate Sempione – Gallarate – Busto Arsizio – Rho Fiera – Milano Porta Garibaldi |